# Comitatul Rocky View, Alberta
Comitatul Rocky View, din provincia Alberta, Canada  este un district municipal situat sudic central în Alberta. Districtul se află în Diviziunea de recensământ 6. El se întinde pe suprafața de 3,885.41 km2  și avea în anul 2011 o populație de 36,461 locuitori.
Cities Orașe
- Airdrie

Towns Localități urbane
- Chestermere
- Cochrane
- Crossfield
- Irricana

Villages Sate
- Beiseker

Summer villages Sate de vacanță
--
Hamlets, cătune
- Balzac
- Bottrel
- Bragg Creek
- Cochrane Lake
- Conrich
- Dalemead
- Dalroy
- Delacour
- Indus
- Janet
- Kathyrn
- Keoma
- Langdon
- Madden

Așezări
- Allandale Estates
- Anatapy
- Artists View East Subdivision
- Artists View Park West
- Banded Peak Place
- Bearspan Heights
- Bearspaw
- Bennett
- Braemore Ranch
- Caldbeck
- Calling Horse Estates
- Camp Gardner
- Circle Five
- Colpitts Ranch Subdivision
- Country Estates
- Craigdhu
- Croxford Estates
- Cullen Creek
- Deerwood Estates
- Del-Rich Meadows
- Elbow River Estates
- Elk Valley Park
- Entheos West
- Fawnhill
- Garden Heights
- Georgian Estates
- Ghost Dam
- Glenbow
- Green Valley Place
- High Point Estates
- Idlewood Estates
- Inverlake
- Kersey
- Lake Erie Estates
- Lansdowne Estates
- Livingstone Estates
- Mitford
- Mount View Estates
- Mountain View Estates
- Murray Acres Estates
- Nier
- Norfolk
- O'Neil Ranchettes
- Partridge Place
- Pinebrook Estates
- Pirmez Creek
- Prairie Royale
- Radnor
- River Ridge Estates
- Robertson
- Rocky View
- Rolling Range Estates
- Rosewood
- Springbank Meadows
- Springgate Estates
- Springland Estates
- Springshire Estates
- Toki Estates
- Tower Ridge Estates
- West Bluff Road Subdivision
- Wild Rose Country Estates
- Wildcat
- Williams Subdivision
- Wintergreen
- Bearspaw-Glendale

1. 1 2  Population and dwelling counts, for Canada, provinces and territories, and census subdivisions (municipalities), 2016 and 2011 censuses – 100% data (în engleză), 20 februarie 2019